# Urocarpidium
Urocarpidium es un género con 16 especies de fanerógamas perteneciente a la familia  Malvaceae.

## Especies seleccionadas
| - Urocarpidium albiflorum - Urocarpidium chilense - Urocarpidium corniculatum | - Urocarpidium echinatum - Urocarpidium insulare - Urocarpidium jacens |

- Datos: Q9091944
- Especies: Urocarpidium